# Kokkinopilós
Kokkinopilós är en ort i Grekland.   Den ligger i prefekturen Nomós Larísis och regionen Thessalien, i den norra delen av landet, 270 km nordväst om huvudstaden Aten. Kokkinopilós ligger 1 586 meter över havet och antalet invånare är 221.
Terrängen runt Kokkinopilós är bergig åt sydost, men åt nordväst är den kuperad. Runt Kokkinopilós är det glesbefolkat, med 19 invånare per kvadratkilometer. Närmaste större samhälle är Pýthio, 3,8 km sydväst om Kokkinopilós. Trakten runt Kokkinopilós består i huvudsak av gräsmarker.